# Władimir Orłow (kontrwywiadowca)
Władimir Grigorjewicz Orłow, ros. Владимир Григорьевич Орлов (ur. 20 kwietnia 1882, zm. 12 stycznia 1941) – rosyjski funkcjonariusz kontrwywiadu, emigrant, ekspert niemieckich służb wywiadowczych.
Ukończył gimnazjum apuchtinowskie, a następnie wydział prawa na uniwersytecie w Warszawie. Następnie wstąpił do armii rosyjskiej. Uczestniczył w wojnie rosyjsko-japońskiej w latach 1904-1905. Po jej zakończeniu został zdemobilizowany, po czym powrócił do Warszawy, gdzie został funkcjonariuszem śledczym Ochrany (m.in. prowadził sprawę przeciwko Feliksowi Dzierżyńskiemu). W 1912 roku mianowano go tajnym radcą państwowym. Po wybuchu I wojny światowej przeszedł do służby w kontrwywiadzie. Był śledczym do szczególnie ważnych spraw przy sztabie Frontu Zachodniego. Następnie wszedł w skład wyższej komisji śledczej do sprawy przeciwko ministrowi wojny Władimirowi Suchomlinowowi i pułkownikowi żandarmerii Siergiejowi Miasojedowowi oraz „spekulantom cukrowym” Rubinsztajnowi i Dobrogiemu, którzy byli oskarżeni o szpiegostwo na rzecz państw centralnych. Po rewolucji bolszewickiej 1917 roku z poruczenia generała Michaiła Aleksiejewa przedostał się do piotrogradzkiej Czerezwyczajki jako Polak Bolesław Orliński, zostając przewodniczącym centralnej komisji karno-śledczej. Udało mu się stworzyć siatkę konspiracyjną, liczącą ok. 80 agentów. Nawiązał kontakt z przedstawicielami państw Ententy i państw centralnych w Piotrogradzie, przekazując im informacje o działalności Czeka i organizując przerzut oficerów na południe Rosji. Największym osiągnięciem Orłowa było opracowanie kartoteki agitatorów i agentów bolszewickich, którą przekazał dowództwu wojsk Białych. We wrześniu 1918 roku zbiegł do Finlandii, skąd przedostał się w lutym 1919 roku do Odessy, gdzie stanął na czele oddziału kontrwywiadowczego sztabu wojsk Białych generała Antona Denikina. Po odwrocie wojsk w kwietniu tego roku, przybył do Konstantynopola, przechodząc pod zwierzchnictwo generała-kwatermistrza wojsk Białych. Miesiąc później przybył do Jekaterynodaru, gdzie stacjonował sztab generała Denikina. Na początku grudnia objął funkcję szefa oddziału kontrwywiadowczego sztabu głównego wojsk Białych. W maju 1920 roku pod fałszywą tożsamością księdza Orbańskiego odbył podróż po stolicach kilku państw europejskich (Warszawa, Ryga, Tallinn, Kowno, Paryż, Londyn), gdzie tworzył siatki kontrwywiadowcze. W połowie listopada tego roku wraz z wojskami Białych został ewakuowany do Gallipoli. Na emigracji zamieszkał w Niemczech, gdzie wystąpił z projektem stworzenia „białego internacjonała”, którego zadaniem byłoby „registracja i nadzór nad agentami wysyłanymi ze Związku Radzieckiego”. Następnie został przyjęty jako ekspert do służb wywiadowczych Republiki Weimarskiej. W 1929 roku został aresztowany w Berlinie za przekazywanie wywiadom państw zachodnich sfałszowanych informacji dotyczących działalności zagranicznej radzieckich służb specjalnych. Po dojściu do władzy NSDAP w 1933 roku, był zmuszony ukrywać się, gdyż krytykował nazistów, a dodatkowo władze ZSRR wystąpiły o wydanie go. Zbiegł do Belgii, gdzie po zajęciu kraju przez wojska niemieckie wiosną 1940 roku został aresztowany przez Gestapo. Według części źródeł trafił do obozu koncentracyjnego, gdzie zginął w 1941 roku. Inne źródła podają, że jego ciało zostało znalezione w styczniu tego roku w Berlinie.